# Prefettura apostolica di Xinjiang-Urumqi
La prefettura apostolica di Xinjiang-Urumqi (in latino: Praefectura Apostolica Sinkiangensis) è una sede della Chiesa cattolica in Cina. La sede è vacante.

## Territorio
La prefettura apostolica comprende la regione autonoma cinese dello Xinjiang, a larghissima maggioranza islamica.
Sede prefettizia è la città di Ürümqi, dove si trova la chiesa dell'Immacolata Concezione, costruita dopo il 1980.
Comunità cattoliche sono presenti soprattutto nella parte centro-settentrionale della provincia; oltre a Urumqi, capitale dello Xinjiang, i cattolici sono presenti a Hutubi, Manas, Shihezi, Shawan, Kuytun, Emin, Karamay, Tacheng, Habahe, Altai, nella prefettura di Ili, a Yining e in altre località.

## Storia
Nella prima metà del XIV secolo è attestata nella regione l'esistenza della diocesi di Almalik nell'Impero mongolo, affidata ai missionari francescani.
Il territorio dello Xinjiang (o Sinkiang) fu successivamente evangelizzato dai missionari di Scheut del vicino vicariato apostolico di Kansu (oggi arcidiocesi di Lanzhou), a cui la regione competeva.
Il 1º ottobre 1888 la Santa Sede eresse una missione sui iuris indipendente, con il nome di missione di Ili, affidata agli stessi missionari. Questa circoscrizione ecclesiastica fu soppressa l'8 marzo 1922 con il breve Apostolatus officium di papa Pio XI e il suo territorio fu incorporato in quello del vicariato apostolico di Kansu occidentale (che due anni dopo assunse il nome di vicariato apostolico di Lanchowfu).
Tuttavia, il 14 febbraio 1930 per effetto del breve Decet Romanum Pontificem di papa Pio XI fu eretta, sul medesimo territorio, una nuova circoscrizione ecclesiastica con il nome di missione sui iuris di Xinjiang (Urumqi o Sinkiang), ricavandone il territorio dal vicariato apostolico di Lanchowfu (oggi arcidiocesi di Lanzhou). La missione fu affidata ai missionari Verbiti.
Il 21 maggio 1938 la missione sui iuris è stata elevata al rango di prefettura apostolica.
Paul Xie Tingzhe è stato ordinato segretamente vescovo di Xinjiang-Urumqi nel 1991; è deceduto nell'agosto 2017.

## Cronotassi dei vescovi
Si omettono i periodi di sede vacante non superiori ai 2 anni o non storicamente accertati.

### Sede di Ili
- Daniel Bernard van Koot, C.I.C.M. † (1888 - 1893)
- Jean Baptiste Steeneman, C.I.C.M. † (settembre 1893 - 1918 deceduto)
- Gerard-Joseph Hoogers, C.I.C.M. † (8 giugno 1918 - 1922 dimesso)

### Sede di Xinjiang
- Ferdinand Loy, S.V.D. † (20 novembre 1931 - 23 giugno 1969 deceduto)
  - Sede vacante
  - Paul Xie Tingzhe † (25 novembre 1991 consacrato - 14 agosto 2017 deceduto)

## Statistiche
Secondo la Guide to the Catholic Church in China, nel 2014 la prefettura apostolica contava all'incirca 9.000 fedeli, 13 chiese e 21 sacerdoti.